# Richard G. Morris
Richard G. Morris (1948) è un neuroscienziato britannico, famoso per aver sviluppato, nel 1981, il Labirinto acquatico di Morris, chiamato così in sua memoria.
Morris è stato in grado di stabilire le capacità del cervello, in questo caso di un topo o di un ratto, di apprendere la posizione di una piattaforma all'interno di una vasca prima con l'acqua, successivamente con del latte. Inoltre paragonò la capacità di apprendimento di due topi: uno con un cervello normale, l'altro con un cervello lesionato. Il risultato fu che il topo con il cervello lesionato prima di arrivare alla piattaforma nascosta dal latte ha nuotato a caso per la vasca finché non vi è incappato, senza ricordarsi le precedenti esperienze fatte in acqua dove la disparità di tempo tra l'arrivo del topo lesionato e non, erano minime.